# Нотгельды

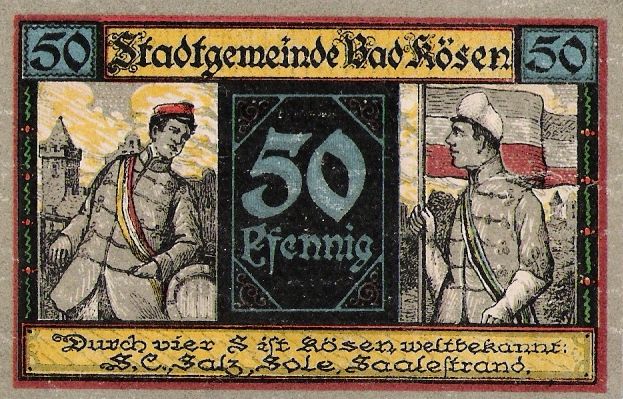
Банкнота в 50 пфеннигов (Бад-Кёзен, 1921 год)

Нотгельды (нем. Notgeld — чрезвычайные, вынужденные деньги) — деньги чрезвычайных обстоятельств, выпускавшиеся в оборот различными органами местной власти, а также неправительственными организациями в период с 1914 по 1924 год в Германии и Австрии в связи с кризисом, нехваткой мелочи и гиперинфляцией. В связи с тем, что деньги не были выпущены Центральным банком — они, по законодательству страны, не являлись законным платёжным средством. Тем не менее они стали общепринятым средством оплаты на территории их обращения.
Нотгельды выпускались в основном в форме банкнот (бумага, картон). Иногда их материал мог быть довольно необычным — алюминиевая фольга, шёлк, кожа, дерево. Встречаются нотгельды, изготовленные из колоды игральных карт. Также выпускались монеты (в основном из алюминия, цинка, железа, редко — медь и бронза. Известны также бумажные монеты и монеты, изготовленные из прессованного угля). Особенно интересны серии нотгельдов, изготовленных из фарфора (Саксония). Крайне редки монетовидные нотгельды из драгоценных металлов, в основном серебра, реже — золота. Данные нотгельды выпускались, видимо, специально для коллекционеров. Встречаются, хотя и не часто, посеребрённые и позолочённые монеты.

## Нотгельды Первой мировой войны

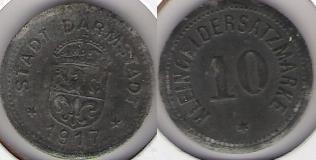
Нотгельд, 10 пфеннигов 1917, Дармштадт

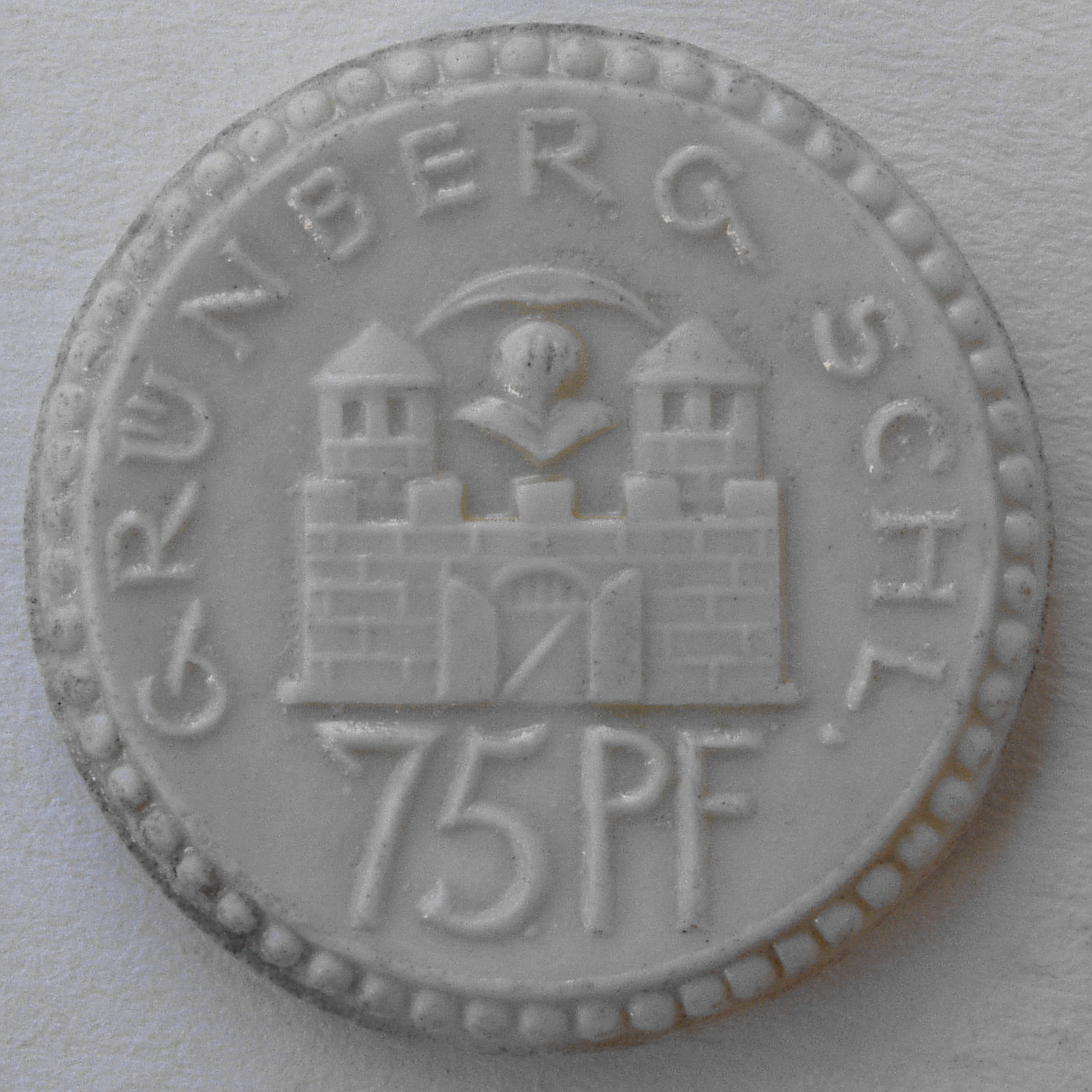
Нотгельд, 75 пфеннигов 1922, Грюнберг (ныне Зелёна-Гура), керамика

В ходе Первой мировой войны, а также по её завершении в городах и посёлках Германии проявилась острая нехватка наличных денег, в первую очередь разменной монеты. Серебро быстро исчезло из оборота, осев в кубышках запасливых граждан. Стоит заметить, что подобная проблема существовала и в царской России, отсюда и деньги-марки, и бумажная мелочь. Все ресурсы Германии были направлены на войну с Антантой, так что немецкая медная и никелевая монета вслед за серебряной сгинула в котле мировой войны. К тому же, некоторые крупные города Германии копили монеты для неизвестных и непредвиденных обстоятельств.
Дабы как-то справиться с подобной проблемой, госбанк Германии позволил некоторым городам выпустить вместо общей разменной монеты свои суррогаты. Вот эти деньги и получили название «чрезвычайные деньги» (Notgeld), так как их выпуск вызвали чрезвычайные обстоятельства.
Впервые нотгельды были выпущены 31 июля 1914 года, в Бремене, номиналом в 1, 2 и 2,5 марки, отпечатаны они были на грубой бумаге гектографным методом. На первых нотгельдах не было никакого серийного номера и ни одной подписи. Полная эмиссия трёх номиналов составляла 100 марок.
Со временем всё больше и больше городов и поселений входили в круг выпускающих свои деньги. Причём выпуском нотгельдов занялись не только муниципалитеты, но и различные неправительственные организации и фирмы. Встречаются нотгельды, выпущенные магазинами или закусочными. Это привело к тому, что в некоторых городах, дабы показать свою индивидуальность, стали изображать местные достопримечательности, местных героев, отображать на нотгельдах исторические события.
Как материал для монет чаще всего использовались железо, сталь, цинк, керамика.
В ряде случаев номинал нотгельдов выражался в неофициальных (разговорных) терминах для денежных единиц. К примеру, на аахенских монетах номинал обозначался в грошах (1 грош = 10 пфеннигов).

## Нотгельды времён гиперинфляции в Германии

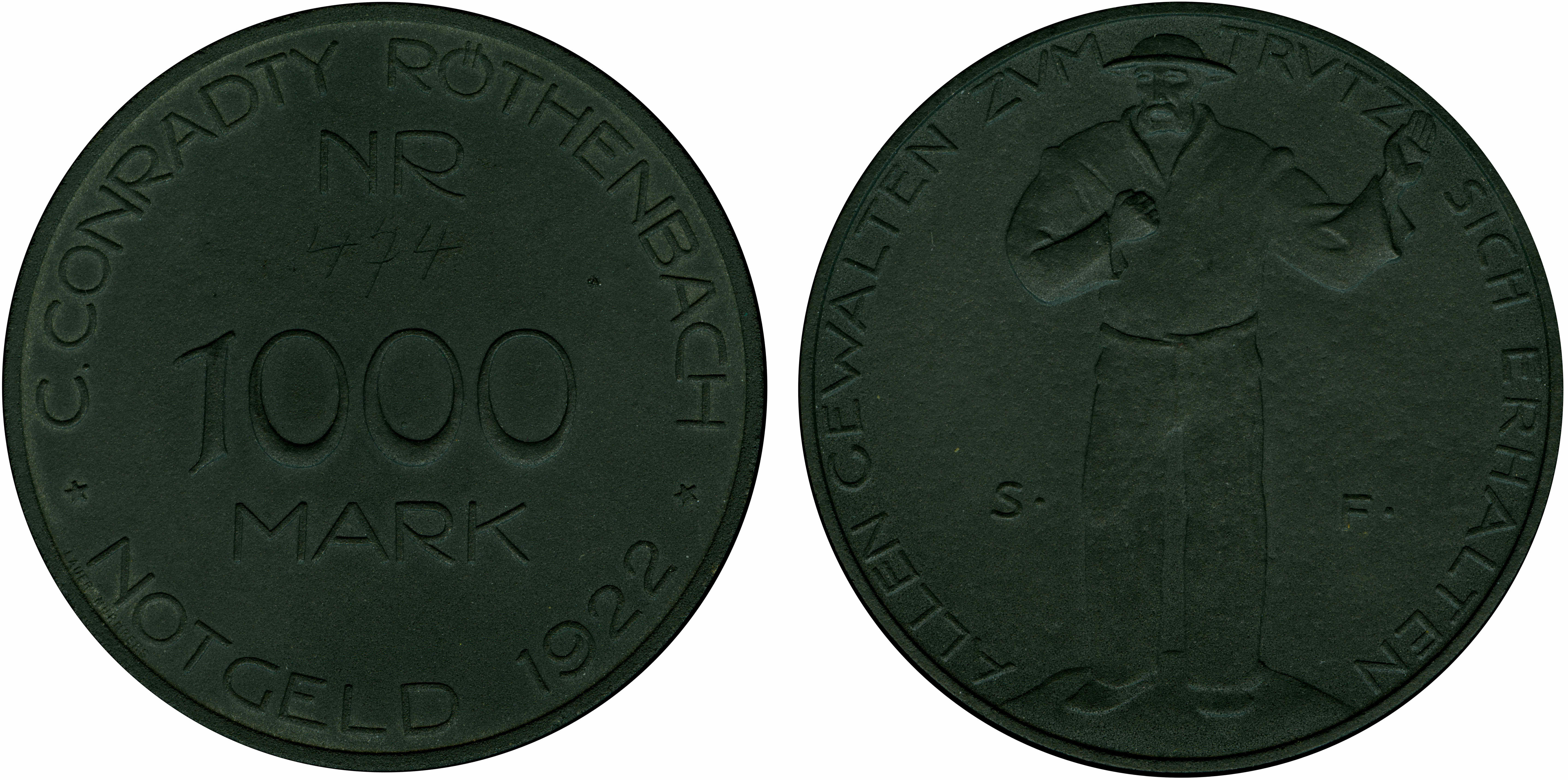
1000 марок, компания Conradty, материал — прессованный уголь

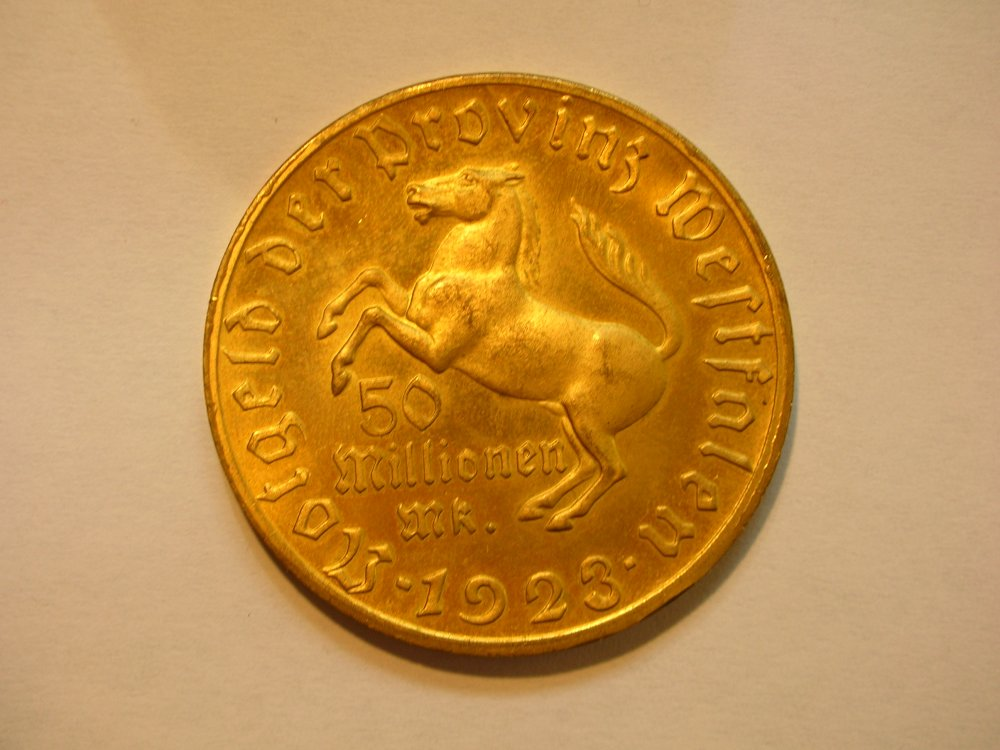
Монета достоинством 50 миллионов марок, нотгельд провинции Вестфалия, 1923

Гиперинфляция, поразившая Германию в 1923 году, породила новый вид нотгельдов — инфляционный нотгельд. Правда теперь номинал их исчислялся тысячами, миллионами и миллиардами. В декабре 1923 года в ход пошли триллионы. Провинция Вестфалия выпустила монеты достоинством в триллион марок (небольшой тираж, монеты достаточно ценны сегодня у нумизматов). Неудивительно, поскольку стоимость фунта мяса на декабрь 1923 года составляла 3,2 триллиона марок (информация с медали, на которой изображены цены на основные продукты на соответствующую дату). Действительно — разменная монета, в один триллион марок. Вводится (неофициально) новая денежная единица — золотая марка (на указанный период времени 1 Goldmark = 1 billion mark).
Поскольку деньги стали такими нестойкими, нотгельды были также выпущены в форме жетонов, имеющих номиналом единицу продукта: пшеница, рожь, сахар, уголь, древесина, природный газ, электричество, золото, или американские доллары. Эти деньги были известны как wertbeständiges Geld. Однако выпуск нотгельдов мелких номиналов не прекратился, но это были рекламные выпуски, предназначенные для коллекционеров, ибо их красочность и количество побудили многих заняться собирательством.
Всего за период с 1914 по 1923 год выпущено несколько сот тысяч различных нотгельдов как из металла, так и бумажных. Подобные денежные знаки выпускались в Австрии и др. европейских государствах (Франции, Бельгии и пр.).

## Галерея

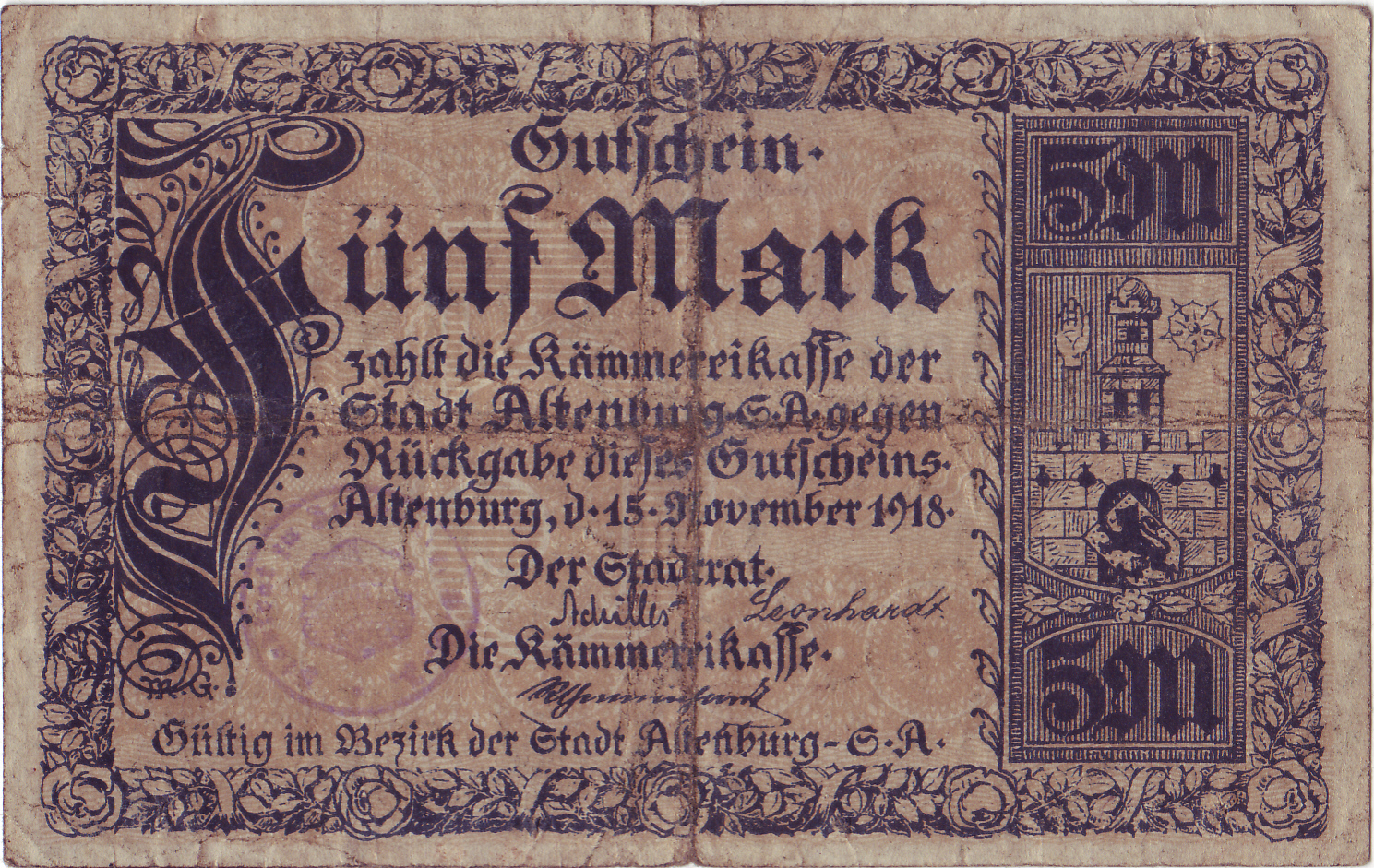
5 марок (Альтенбург, 1918)
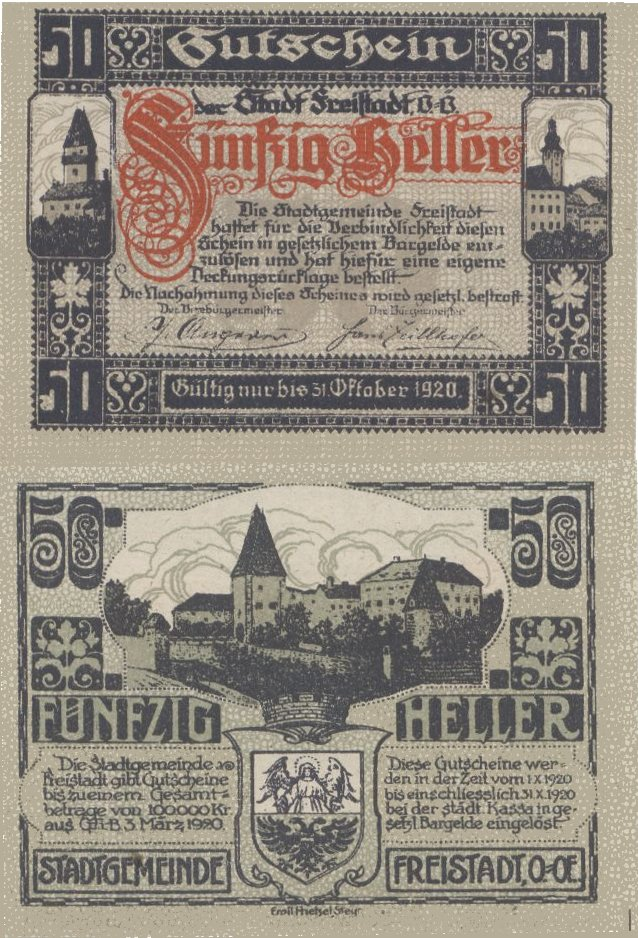
50 геллеров (Фрайштадт, Верхняя Австрия, 1920)
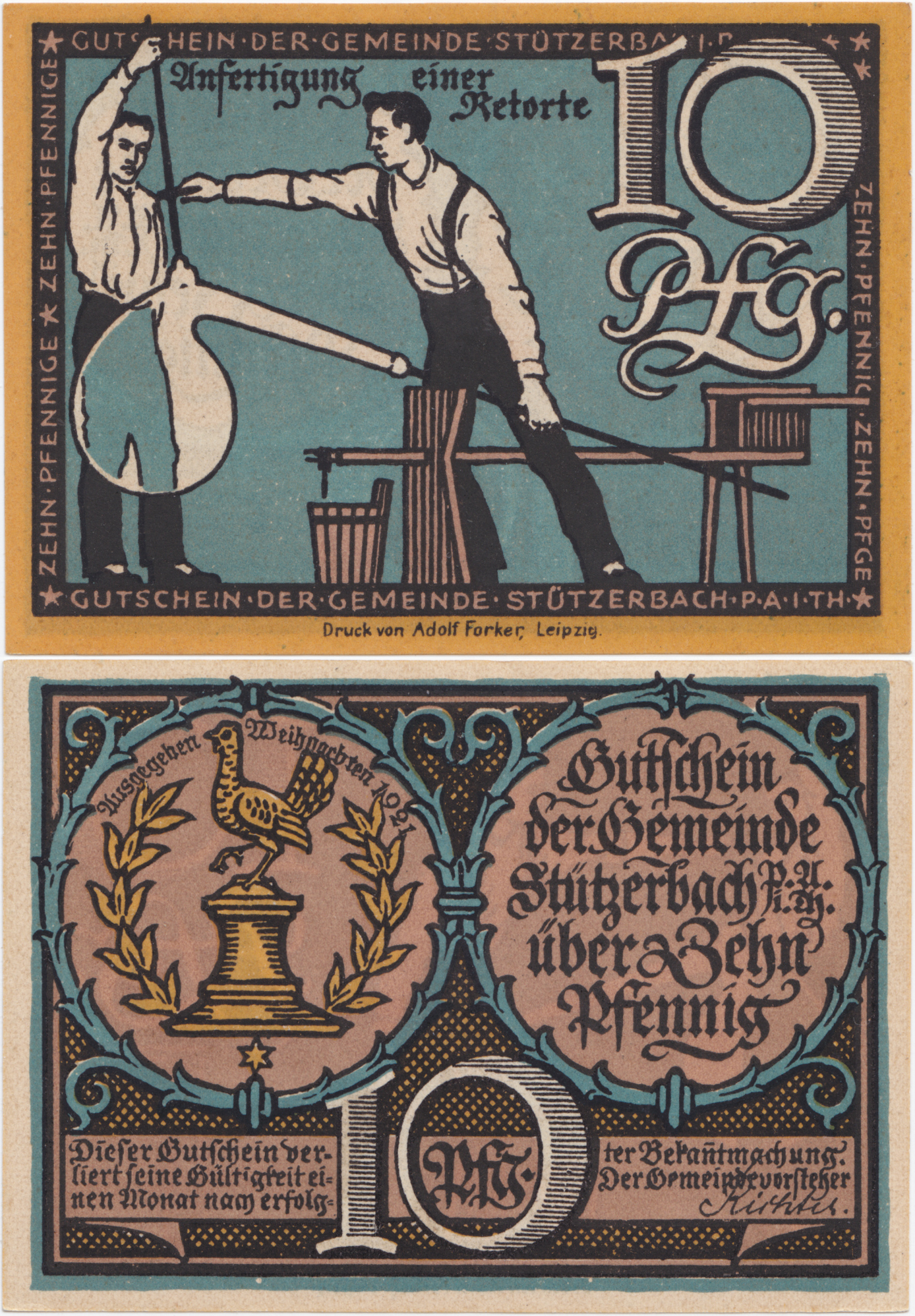
10 пфеннигов (Штютцербах, Тюрингия, 1921)
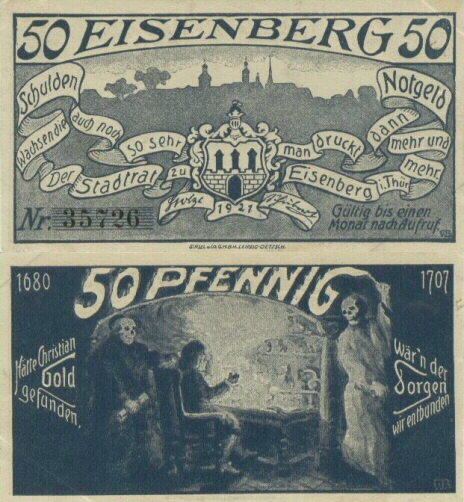
50 пфеннигов (Айзенберг, 1921)
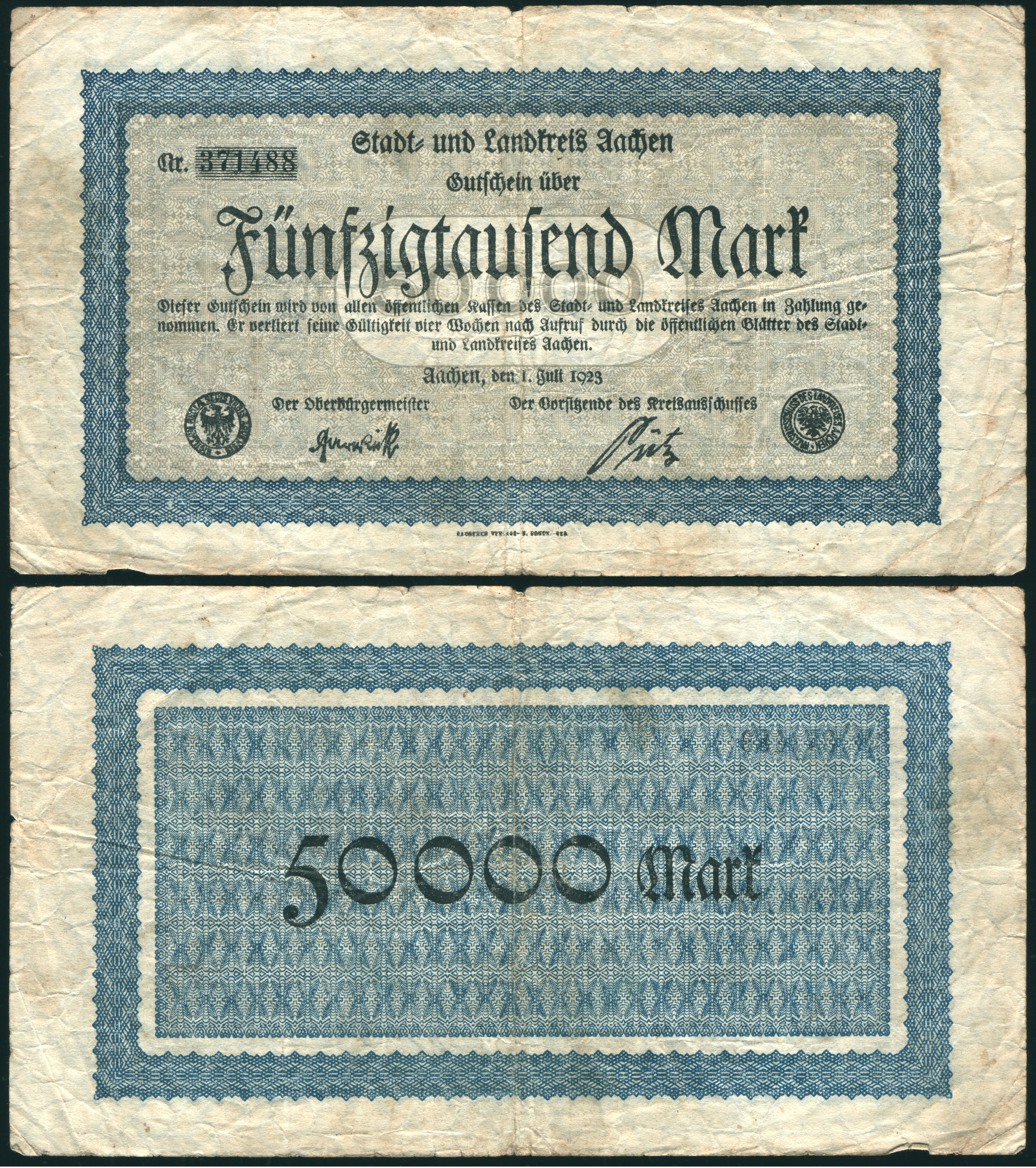
50 000 марок (Ахен, 1923)
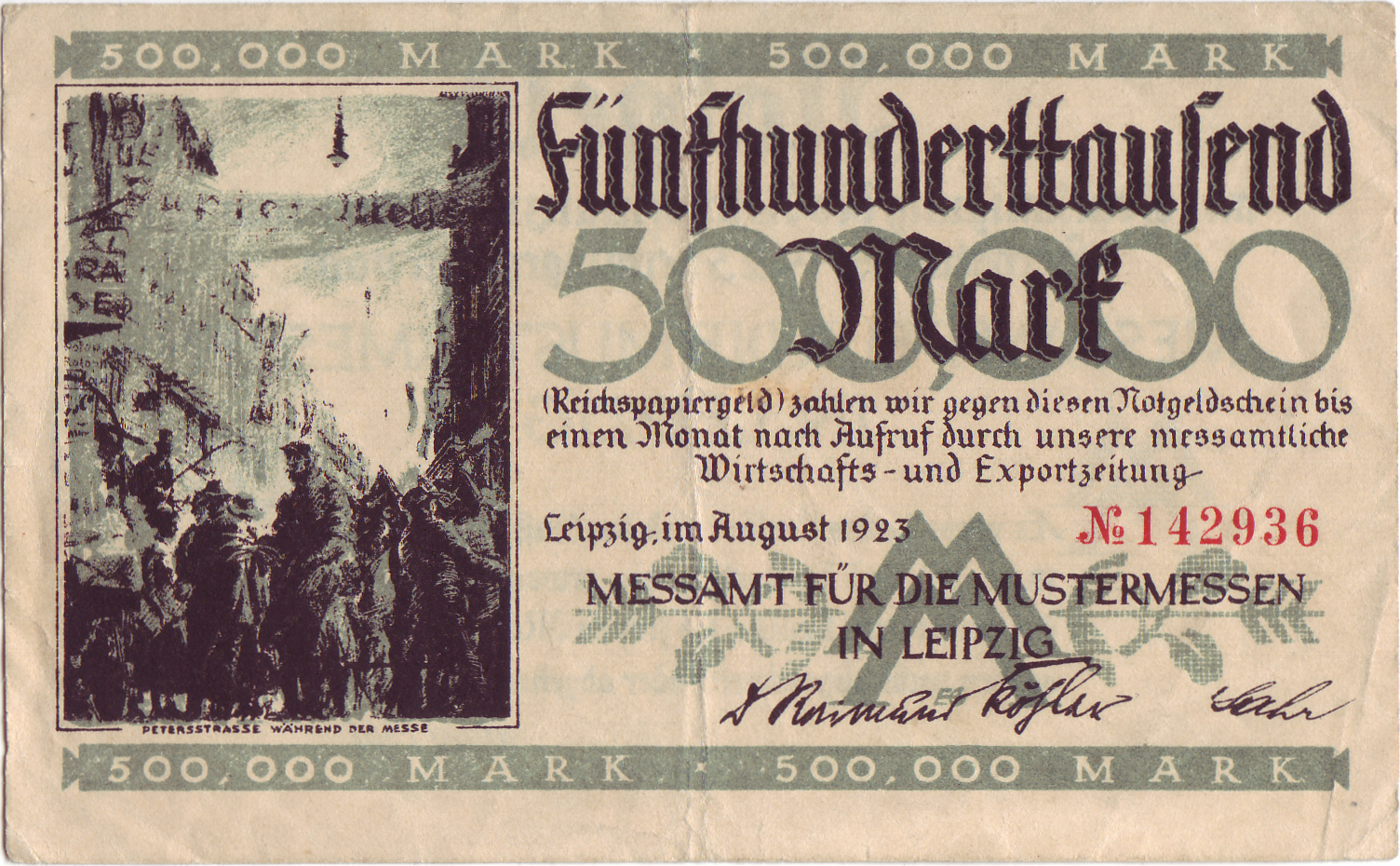
500 000 марок (Лейпциг, 1923)
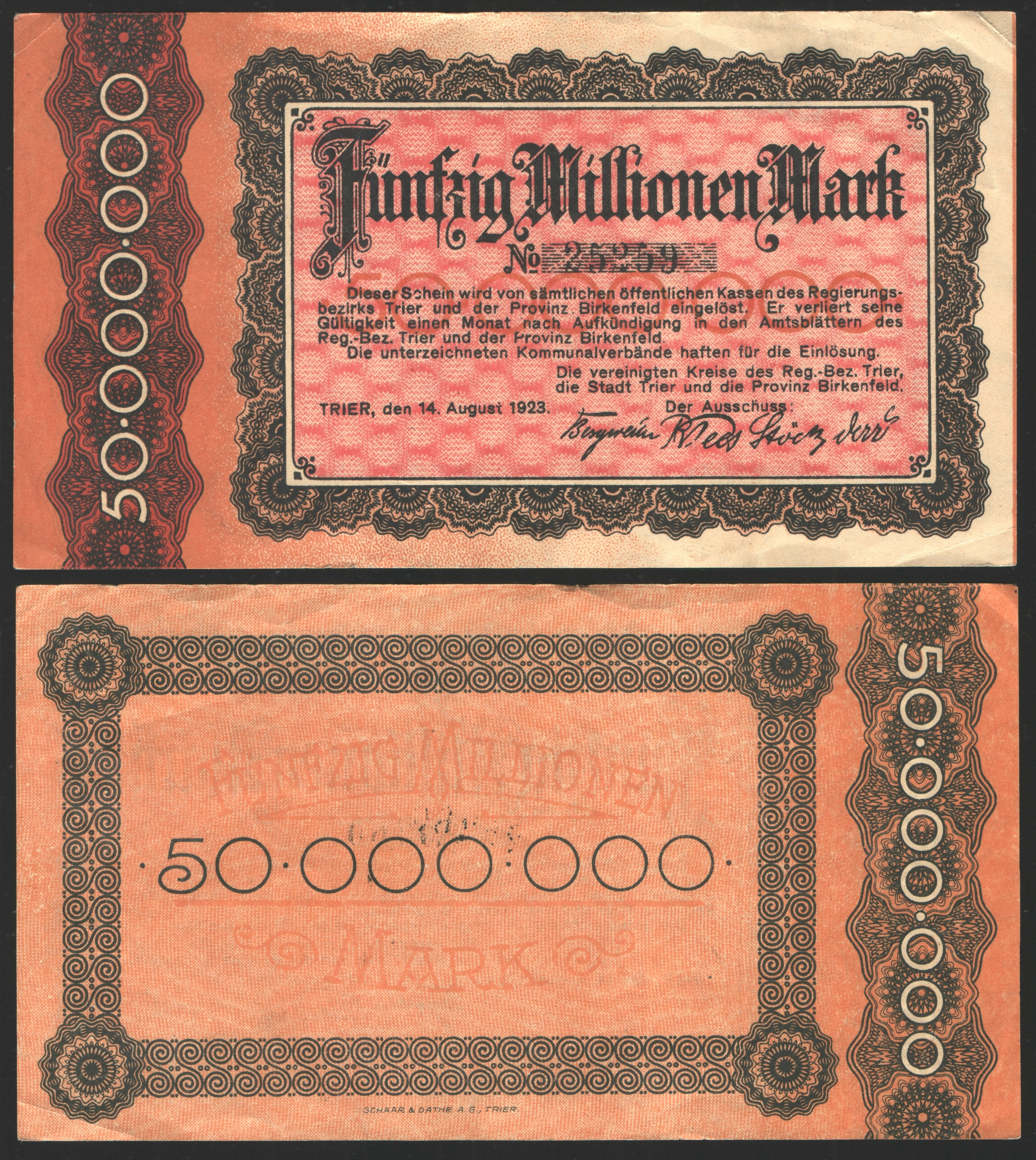
50 000 000 марок (Трир, 1923)